# Trioceros ituriensis
Trioceros ituriensis là một loài thằn lằn trong họ Chamaeleonidae. Loài này được Schmidt mô tả khoa học đầu tiên năm 1919.